# Jack Snavely
Jack Snavely (Harrisburg (Pennsylvania), 11 maart 1929) is een Amerikaans componist, muziekpedagoog, dirigent en klarinettist.

## Levensloop
Snavely studeerde muziekopleiding aan het Lebanon Valley College in Annville (Pennsylvania) en behaalde zijn Bachelor of Science. Vervolgens studeerde hij klarinet en saxofoon aan de Universiteit van Michigan in Ann Arbor en behaalde aldaar zijn Master of Music. Zijn studies voltooide hij aan de Northwestern-universiteit in Evanston (Illinois) en aan het Peabody Institute of the Johns Hopkins University in Baltimore (Maryland) alsook door privé-studies bij Joe Allard, Jules Serpentini, William Stubbins en Frank Stachow.
Hij was klarinettist in het Milwaukee Symphony Orchestra, het Thor Johnson Chamber Orchestra, de United States Army Band, Washington D.C. en als saxofonist in het Leblanc Fine Arts Saxophone Quartet. Als gast werkte hij in het Chicago Symphony Quartet en het New York Woodwind Quintet mee. Snavely was medeoprichter van het Woodwind Arts Quintet.
Als docent en later professor voor klarinet, saxofoon en jazz improvisatie werkte hij aan de Universiteit van Wisconsin in Milwaukee. Hij was ook dirigent van het symfonisch blaasorkest van de universiteit. Tot zijn leerlingen behoren onder anderen Jeffrey T. Snavely Mary Jirovec, Gail Lehto Zugger, James Wierzbicki. Intussen is hij professor emeritus aan deze universiteit.
Naast bewerkingen van klassieke werken voor harmonieorkest (onder andere: Solo de Concours (1899) van André Messager (1853-1929)) schreef hij vooral pedagogische literatuur voor "zijn" instrumenten.

## Composities

### Pedagogische werken
- Basic Technique For All Saxophones
- Clarinet method for beginning students - Volume one
- Clarinet method for beginning students - Volume two
- Clarinet Studies On The Intermediate Level

## Publicaties
- Understanding the clarinet altissimo register, Kenosha, Wisconsin: G. Leblanc Corp.